# 緬甸童軍總會
緬甸童軍總會（英語：Myanmar Scouts Association）為緬甸的國家童軍組織。緬甸的童軍運動始於1922年，1964年解散；目前的童軍組織於2012年成立，並於2016年成為世界童軍運動組織會員。目前該組織約有25,000名成員。

## 歷史
緬甸的童軍運動起源於1910年英屬緬甸時期，屬於英國童軍總會英屬印度分部。1913年，緬甸境內出現了孤立童軍，隨後緬甸人可以參與童軍活動。1922年，緬甸人的童軍活動變成英國童軍總會倫敦總部的一個獨立分部，但其總領袖同樣為印度總督。在緬甸語中，緬甸的童軍稱為（IPA：[kɪ́ɴdaʊʔ màʊɴ]），女童軍稱為（[kɪ́ɴdaʊʔ mɛ̀]）。

### 二戰後的童軍運動
在緬甸獨立後，緬甸童軍聯盟（Union of Burma Boy Scouts）於1948年春天成立，為遠東地區童軍會議的創始國家童軍組織。由於戰爭與之後的動亂，童軍活動幾乎消失，但之前的童軍成員與老童軍為了恢復童軍活動，付出了艱辛的努力。
1952年，世界童軍總部總監J·S·威爾森造訪緬甸。威爾森唯一在仰光以外的行程是飛到伊洛瓦底江的苗妙。此區的童軍活動是由一位熱情的廓爾喀人海關緝私官員，與所有當地的官員與地方仕紳組成一個本地的童軍總會；其中許多來協助的服務員都有受過初步的童軍訓練。在他接受區總監學徒訓練時，童軍與女童軍接受了更密集的訓練。威爾森會見了許多幼男女童軍與男女童軍，迅速成立了一個合作據點；男女童軍在本地據點進行活動，部分童軍則是在橫跨於河流的佛教僧院建築中進行活動。
1957年，緬甸派代表參與於英格蘭蘇頓公園舉辦的遠東童軍地區帕瓦儀式。1959年，緬甸共有13,889名童軍成員，1960年於仰光大學舉辦第2屆遠東童軍會議，以及於仰光茵雅湖營地舉辦第1屆遠東專業童軍訓練會議作為輔助活動。丁敦代表緬甸童軍聯盟參與5人東亞童軍諮詢委員會。緬甸的巴泰被選為首屆遠東童軍諮詢委員會主席（也就是後來的世界童軍運動組織亞太區），任期為1958年─1960年。緬甸的男女童軍組織於1962年合併為緬甸童軍與女童軍聯盟（Union of Burma Boy Scouts and Girl Guides），持續運作到1964年，最高曾擁有93,562名成員。

#### 童軍銘言
緬甸的童軍銘言為（[ʔəsʰɪ̀ɴðɪ̰ɴ̩]），意義為「隨時準備」。

#### 解散
緬甸的民主政權於1962年遭到奈溫將軍發動軍事政變而告終。幾乎所有的社會團體（如商業、媒體、生產團體）皆變為國有化或受到政府控制，這也包含了童軍組織。1964年3月1日，聯邦革命委員會解散了緬甸童軍聯盟，緬甸童軍與女童軍聯盟總監葉頓則被逮捕拘留；留下來的資產則移轉到緬甸教育部，獲准成立纲领青年组织。並沒有立即取締，其遺留組織緬甸女童軍聯盟仍然維持世界女童軍總會的會員身份，直到1969年為止。在隨後數十年間，童軍活動轉為地下組織繼續存活，而童軍原則的堅定信仰者則維持活動的進行。

## 重生工作
根據世界童軍運動組織的顧興平所述，「我們希望童軍活動能夠（在寮國與緬甸）再現......寮國已經快要成真，柬埔寨也準備好了......就如同越南一樣......我們正在讓童軍活動於整個東南亞國協國家實行。我們希望能接納包含中國在內的亞太區童軍成員。」2012年12月25日，世界童軍運動組織允諾緬甸童軍活動重新開始。自從2012年緬甸童軍進入亞太區以來，其成員人數從2,000人成長到約25,000人。緬甸政府同意緬甸童軍的註冊，以及認可其章程。世界童軍會議底下的憲章委員會，代表世界童軍運動組織同意緬甸童軍依照第3章第5條，恢復其正式成員身份。